# George Walter Tyrrell
George Walter Tyrrell  (* 30. Mai 1883 in Watford; † 20. Juli 1961 in Glasgow) war ein britischer Geologe und Petrologe.

## Leben
George Tyrrell war ab 1906 an der Universität Glasgow, wo er von 1913 bis 1948 Lecturer (ab 1919 Senior Lecturer) in Geologie war und auch danach weiter forschte. 
1919 war er als leitender Geologe an einer schottischen Expedition nach Spitzbergen beteiligt, 1920 an einer Expedition nach Island, wohin er  1924 eine Expedition leitete.  1923 wurde er in Glasgow promoviert (Contributions To The Geology Of Spitzbergen). 1931 erhielt er einen D.Sc. für die Arbeit The Geology of Arran.
Er befasste sich mit Petrologie und Vulkanologie und Zusammenhängen von Tektonik und magmatischen Prozessen. Er ist auch für Beiträge in der Gletscherkunde bekannt. Neben seinen Arbeiten in der Arktis unternahm er auch Feldforschung in Schottland, Westafrika und der Antarktis (South Shetland, South Georgia, South Sandwich Inseln).
1918 wurde er zum Mitglied (Fellow) der Royal Society of Edinburgh gewählt. 1931 erhielt er die Murchison-Medaille, und er erhielt die Neill Medal. Der Mount Tyrrell auf der Alexander-I.-Insel in der Antarktis und der Tyrrell-Gletscher auf Südgeorgien sind nach ihm benannt.

## Schriften
- Principles of Petrology. An introduction to the science of rocks, 1930, 11. Auflage, Edinburgh 1950